# 플로르 실베스트레
플로르 실베스트레(Flor Silvestre, 1930년 8월 16일 ~ 2020년 11월 25일)는 멕시코의 가수, 배우, 기수이다. 멕시코와 라틴 음악계에서 중요한 인물 중 하나이며, 멕시코 영화 황금시대 스타 중 한 명이다.